# Linearno programiranje
Problemi linearnega programiranja so optimizacijski problemi, pri katerih so namenska in omejitvene funkcije afine funkcije.